# Krauschwitz (Teuchern)
Krauschwitz è un ex-comune tedesco di 607 abitanti, situato nel land della Sassonia-Anhalt.
Dal 1º gennaio 2011 è confluito assieme ad altri comuni nella nuova Einheitsgemeinde Stadt Teuchern.